# Rosières-aux-Salines
Rosières-aux-Salines – miejscowość i gmina we Francji, w regionie Grand Est, w departamencie Meurthe i Mozela.
Według danych na rok 1990 gminę zamieszkiwało 2946 osób, a gęstość zaludnienia wynosiła 109 osób/km² (wśród 2335 gmin Lotaryngii Rosières-aux-Salines plasuje się na 151 miejscu pod względem liczby ludności, natomiast pod względem powierzchni na miejscu 86).